# Франсис Дейвис
Франсис Дейвис Мил (на английски: Francis Davis Millet) е американски художник. Военен кореспондент в Руско-турската война (1877 – 1878).

## Биография
Франсис Дейвис е роден на 3 ноември 1846 г. в Матапойсет, Масачузетс. Като юноша се включва в армията на САЩ. Участва в Гражданската война в САЩ (1861 – 1865) като барабаншик и санитар.
Завършва „Харвардския колеж“ със степен по литература (1869). След две години учи в Кралската академия за изящни изкуства в Антверпен. След завръщането си в Съединените щати, рисува стенописи в църквата „Света Троица“ в Бостън (1875 – 1876).
По време на Руско-турската война (1877 – 1878) е военен кореспондент на няколко вестника от САЩ и Великобритания: „New York Herald“, „London Daily News“ и „London Graphic“. Отразява войната в серия от рисунки. Награден е два пъти от руското командване за забележителни военни кореспонденции.
Потресен от жестокостите над българското население и съдбата на Балкански полуостров под властта на Османската империя, рисува композицията „The Turkish Guard“ („Башибозук“, 1878). Тя не се нуждае от обяснение, освен от уточнението, че в нея няма нищо от модното през XIX век преклонение пред екзотиката на Ориента. Напротив, успява да изрази психологията на зверствата, тяхната верска мотивация, да постигне символ между сблъсъка на две човешки същности – варварство и обреченост.
Жени се в Париж за Елезабет Мерил през 1879 г. Свидетел на венчавката е Марк Твен.
Член на международното жури за изкуство на Парижкото изложение (1878), на Обществото на американските художници (1880) и на Националната академия по дизайн в Ню Йорк (1885). Съветник на Столичния музей на изкуствата Вашингтон, секретар на Американската академия в Рим и заместник-председател на комитета по изящни изкуства. Член на Консултативния комитет на Националната художествена галерия и директор на Музея за изящни изкуства в Бостън.
Излага свои картини в Парижки салони и Кралската академия в Лондон. През 1887 г. превежда на английски „Севастополски разкази“ на Лев Толстой. Директор по декорациите за експозицията на Чикагското изложение (1893). Военен кореспондент в Испано-Американската война (1898).
Творбите му могат да се видят в църквата „Света Троица“ в Бостън, Централната банка на Питсбърг, Сейнт Пол, Ню Йорк, Балтимор и Кливланд. Негови картини са в обществените колекции на Музея на изкуствата „Метрополитън“ и галерия „Тейт“ в Лондон. Освен превода на Лев Толстой, пише три романа, есета и кратки разкази.
Загива на 15 април 1912 г. при завръщане от Европа в Северна Америка на борда на кораба „Титаник“. Видян е последен път, да помага за качването на жени и деца в спасителните лодки при потъването на кораба в Атлантическия океан.

## Галерия
- „Нападение на казаци“, художник Франсис Дейвис
- „Есенна идилия“ художник Франсис Дейвис
- „Марк Твен“, художник Франсис Дейвис